# Дэн Чживэй
Дэн Чживэ́й (кит. упр. 邓志伟, пиньинь Dèng Zhìwěi, род. 1 февраля 1988) — китайский борец вольного стиля, чемпион мира среди военных, призёр чемпионатов мира, Азии и Азиатских игр.

## Биография
Родился в 1988 году в провинции Хэбэй. В 2008 и 2010 годах завоёвывал бронзовые медали чемпионата мира среди военнослужащих. В 2011 году стал бронзовым призёром чемпионата Азии. В 2013 году стал чемпионом мира среди военнослужащих. На чемпионате мира среди военнослужащих 2014 года стал обладателем бронзовой медали. В 2015 году стал серебряным призёром Всемирных военных игр и бронзовым призёром чемпионата Азии. В 2016 году принял участие в Олимпийских играх в Рио-де-Жанейро, но наград не завоевал. В 2017 году стал обладателем серебряной медали чемпионата мира среди военнослужащих. В 2018 году завоевал серебряные медали чемпионата Мира и Азиатских игр.